# Leptostylopsis milleri
Leptostylopsis milleri là một loài bọ cánh cứng trong họ Cerambycidae.